# Onthophagus danumcupreus
Onthophagus danumcupreus là một loài bọ cánh cứng trong họ Bọ hung (Scarabaeidae).